# Allagash
Allagash è una città degli USA ubicata nello Stato del Maine e nella Contea di Aroostook, .

## Geografia
Secondo l'Ufficio del censimento degli Stati Uniti d'America, Allagash si estende su una superficie totale di 340,38 km², di cui 333,10 km² sulla terraferma e 7,27 km² sull'acqua.

## Demografia
Secondo il censimento USA del 2010, Allagash ha 239 abitanti, con una densità di popolazione di 0,7 abitanti per km². Il 97,5% degli abitanti è composto da bianchi, lo 0,4% da afroamericani e il 2,1% da persona appartenenti a due o più razze.